# Hannah Arterton

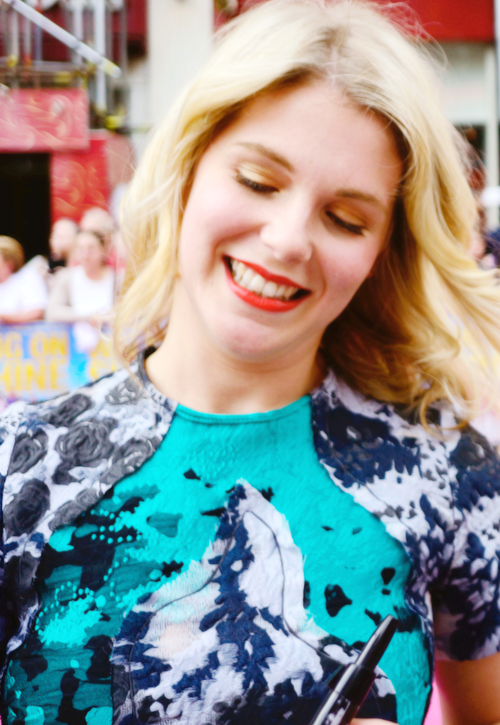
Hannah Arterton (2014)

Hannah Jane Arterton (* 26. Januar 1989 in Gravesend, Kent) ist eine britische Schauspielerin.

## Leben und Karriere
Hannah Arterton ist die jüngere Schwester der Schauspielerin Gemma Arterton. Sie besuchte das Gravesend-Gymnasium für Mädchen und absolvierte 2011 die Royal Academy of Dramatic Art in London. Danach wurde sie als Theater-Schauspielerin in London tätig. 2013 wurde sie für fünf Folgen der Fernsehserie Atlantis besetzt. Mit Walking on Sunshine gab sie 2014 ihr Spielfilmdebüt. 2016 spielte sie in der Serie The Five als DC Ally Caine und 2018 in Safe als Emma Castle mit.

## Filmografie (Auswahl)
- 2011: Inspector Barnaby (Midsomer Murders, Fernsehserie, Folge 14x07 A Sacred Trust)
- 2013: Atlantis (Fernsehserie, 5 Folgen)
- 2014: Walking on Sunshine
- 2014: Das Liebesversteck (Hide & Seek)
- 2015: Doc Martin (Fernsehserie, Folge 7x04 Education, Education, Education)
- 2015: Burn Burn Burn
- 2016: The Five (Fernsehserie, 10 Folgen)
- 2017: Versailles (Fernsehserie, Folge 2x07 A Night)
- 2017: We Are Tourists
- 2018: The Convent
- 2018: Safe (Fernsehserie, 8 Folgen)
- 2020: Hayley Alien (Kurzfilm, auch Buch und Regie)
- 2022: Peripherie (The Peripheral, Fernsehserie, 5 Folgen)
- 2024: One More Shot